# Patricio Vega
Patricio Vega (n. Mercedes, Buenos Aires; 29 de marzo de 1970) es un guionista de televisión y cine argentino.

## Carrera
Patricio Vega es guionista profesional de cine y televisión y se dedica a la docencia desde hace más de 15 años. Se desempeñó como coordinador autoral del exitoso ciclo Los simuladores, distinguido con el Martín Fierro de Oro y el Premio Clarín; fue creador de la idea original de la serie Hermanos y detectives, siendo, además, autor de los guiones junto a Damián Szifron, trabajo que le valió el Premio Clarín 2006. Colaboró en la supervisión y reescritura del guion cinematográfico de "La señal", película dirigida y protagonizada por Ricardo Darín, estrenada en el 2007. 
En 2011 recibió el Premio Konex - Diploma al Mérito junto a Gustavo Malajovich, Diego Peretti y Damián Szifron, en la disciplina Guion de Televisión.
Escribió además los siguientes largometrajes estrenados hasta el momento: Mi primera boda (2009) y El gerente (2022), ambos dirigidos por Ariel Winograd,  Música en espera, comedia romántica escrita junto a Julieta Steinberg y protagonizada por Diego Peretti, Natalia Oreiro y Norma Aleandro y Tesis sobre un homicidio (2013), ambos films dirigidos por Hernán Goldfrid.
Fue autor de El lobista (2018), unitario de ficción protagonizado por Rodrigo de la Serna y producido por Polka y Turner. También escribió Pacto de sangue (2018) para la señal Space en Brasil y Puerta 7, una serie original para la plataforma Netflix estrenada en febrero de 2020.
Fue consultor en distintos proyectos cinematográficos, tutor en el Laboratorio de
guion de Viña del mar y miembro del Comité de Preselección de Incaa. Ha brindado charlas y conferencias en el Festival Unasur en San Juan, en la Universidad de La Punta en San Luis, durante las Jornadas de capacitación audiovisual en Tucumán, en el Festival Ventana Andina en Jujuy, en la Universidad Católica de Lima y en otros tantos eventos académicos.
Desde el 2007 dirige su propio espacio académico: El Laboratorio de guion, escuela destinada a la formación integral de guionistas

## Cine
Guionista
- Música en espera (2009)
- Mi primera boda (2011)
- Tesis sobre un homicidio (2013)
- El gerente (2022)

Colaboración en el guion
- La señal (2007)

## Televisión
Guionista
- Los simuladores (2003)
- Conflictos en red (2005)
- Hermanos y detectives (2006)
- Lo que el tiempo nos dejó (2010)
- Un año para recordar (2011)
- Proyecto aluvión (2011)
- El lobista (2018)
- Puerta 7 (2020)